# 통일정

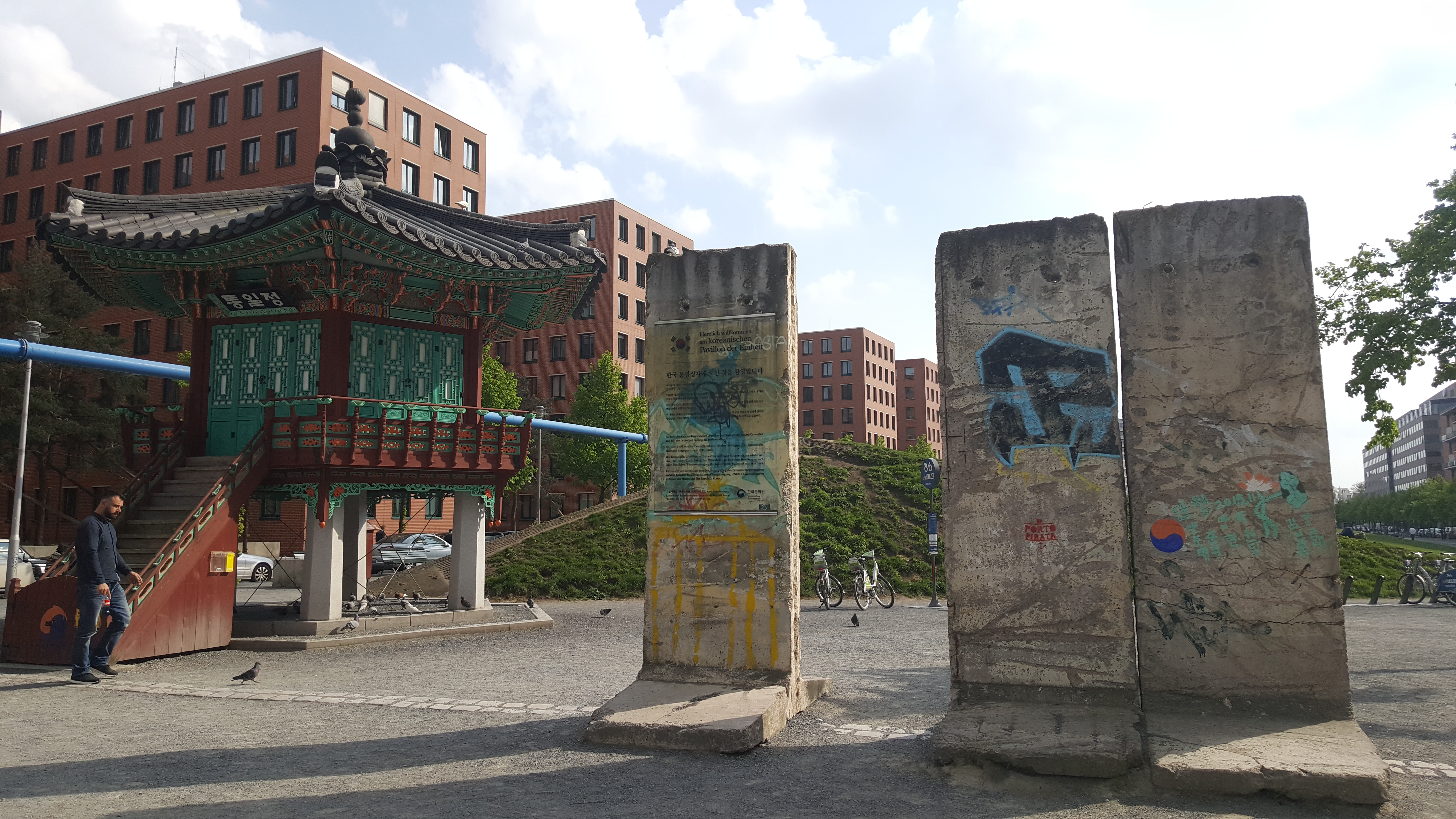
베를린 장벽의 잔해와 통일정

통일정은 베를린 포츠다머 광장(Potsdamer Platz)에 있는 한국식 정자로 한국 서울 창덕궁 낙선재에 있는 상량전을 그대로 재현한 건축물이다. 과거 독일의 분단 시절 동서 베를린을 나누던 베를린 장벽이 서 있던 곳에 세워진 이 정자는 아직도 분단된 한반도의 평화통일과 번영을 염원하는 의지를 표현하고 있다. 한국문화원에서 2015년 건립하였다.

## 같이 보기
- 베를린 장벽